# Dibaeis
Dibaeis is een geslacht van korstmossen dat behoort tot de familie Icmadophilaceae van de ascomyceten. De typesoort is Dibaeis rosea.

## Soorten
Volgens Index Fungorum telt het geslacht 18 soorten (peildatum januari 2022):
| Soortnaam              | Auteur(s)                                                    | Publicatiejaar |
| ---------------------- | ------------------------------------------------------------ | -------------- |
| Dibaeis absoluta       | (Tuck.) Kalb & Gierl                                         | 1993           |
| Dibaeis arcuata        | (Stirt.) Kalb & Gierl                                        | 1993           |
| Dibaeis baeomyces      | (L. f.) Rambold & Hertel                                     | 1993           |
| Dibaeis baeomyces      | (L. f.) Rambold & Hertel                                     | 1993           |
| Dibaeis birmensis      | Kalb & Gierl                                                 | 1993           |
| Dibaeis columbiana     | (Vain.) Kalb & Gierl                                         | 1993           |
| Dibaeis cretacea       | Elix & Kantvilas                                             | 1993           |
| Dibaeis globulifera    | Kalb & Gierl                                                 | 1993           |
| Dibaeis holstii        | (Müll. Arg.) Kalb & Gierl                                    | 1993           |
| Dibaeis inaequalis     | Kalb & Gierl                                                 | 1993           |
| Dibaeis inundata       | Kantvilas                                                    | 2018           |
| Dibaeis pulogensis     | (Vain.) Kalb & Gierl                                         | 1993           |
| Dibaeis rosea          | (Pers.) Clem.                                                | 1909           |
| Dibaeis sorediata      | Kalb & Gierl                                                 | 1993           |
| Dibaeis stipitata      | Kalb & Gierl                                                 | 1993           |
| Dibaeis umbrelliformis | Kalb & Gierl                                                 | 1993           |
| Dibaeis weberi         | (J.W. Thomson) Kalb & Gierl                                  | 1993           |
| Dibaeis yurii          | (S.Y. Kondr., Lőkös, S.O. Oh & Hur) S.Y. Kondr., Lőkös & Hur | 2015           |